# Вижва (роз'їзд)
Ви́жва — роз'їзд Рівненської дирекції Львівської залізниці на неелектрифікованій лінії Ковель — Заболоття між станціями Мощена (21 км) та Заболоття (25 км). Розташований в селищі Стара Вижівка Ковельського району Волинської області.

## Історія
Роз'їзд Вижва відкритий (раніше —  станція) 1914 року на вже діючій залізничній лінії Ковель — Берестя з 1873 року.

## Пасажирське сполучення
На роз'їзді Вижва зупиняються приміські поїзди сполученням Ковель — Вижва.